# Marianne Fassbind
Marianne Fassbind (* 5. März 1960 in Hergiswil NW) ist eine Schweizer Wirtschaftsjournalistin. Sie ist Wirtschaftsredaktorin bei Schweizer Radio und Fernsehen. Neben selbst geführten Interviews wird sie als Wirtschaftsexpertin befragt.

## Leben
Fassbinds Vater ist Schweizer und promovierter Kaufmann, ihre Mutter stammt aus Paris. Nach dem Schulabschluss studierte sie  Wirtschaftswissenschaften an der Universität Zürich, arbeitete dann als Analystin und Kundenberaterin bei der Bank Vontobel, bevor sie 1990 in China, Japan und USA Station machte. Seit 1994 ist sie Verwaltungsrätin der Bergbahnen Engelberg-Trübsee-Titlis. Nach zehn Jahren bei Cash, davon vier Jahren als Redaktorin und Moderatorin bei Cash TV, wechselte sie zum 1. August 2004 zum Schweizer Fernsehen, wo sie als Wirtschaftsredaktorin arbeitet.
Neben der journalistischen Tätigkeit engagiert sich Marianne Fassbind auch politisch. Zwischen 2000 und 2004 war sie als Stadträtin für die FDP in Rapperswil verantwortlich für das Ressort Finanzen. Sie legte ihr Amt nieder, als sie die Stelle beim Schweizer Fernsehen antrat, da die Statuten des Fernsehsenders die parallele Ausübung eines Exekutivamts untersagt.
Fassbind ist mit Markus Gisler verheiratet und hat eine Tochter und einen Sohn.